# Monumento ossario ai caduti della Grande Guerra
Il monumento ossario ai caduti della Grande Guerra, detto anche Ossario dei caduti 1915-18, è un ossario monumentale dedicato ai caduti della prima guerra mondiale, situato nel campo del Chiostro VI del cimitero monumentale della Certosa di Bologna.

## Storia
Alla fine della Grande Guerra in tutte le città si sentì la necessità di inaugurare memoriali e ossari per i caduti. A Bologna, un primo concorso venne lanciato nel 1920, ma non fu poi attuato. Il 12 giugno 1925 fu invece inaugurato un lapidario ai caduti bolognesi nel complesso di Santo Stefano, dedicato ai caduti per la patria, morti in guerra o "per conseguenze di guerra" dal 1915 al 1920, secondo la legge vigente.
Verso la fine degli anni Venti si tornò all'idea di un monumento ossario e il campo del Chiostro VI della Certosa venne indicato come luogo idoneo per realizzarlo.
Il monumento fu progettato dall'ingegnere Filippo Buriani nella zona di ampliamento della Certosa e prospiciente al chiostro porticato, rifacimento dello stesso Buriani di inizio Novecento laddove si trovava il prolungamento orientale delle celle dell'antico monastero. Per il progetto del monumento ossario, Filippo Buriani collaborò con Arturo Carpi. Il monumento fu inaugurato il 4 novembre 1933, quindicesimo anniversario della resa dell'Impero austro-ungarico all'Italia. Solo un anno prima era stato inaugurato nell'altra metà del campo il Sepolcreto fascista.
Nell'ambulacro, l'8 agosto 1940 fu collocato il sarcofago del martire risorgimentale Ugo Bassi, traslandolo dalla tomba di famiglia che ne ospitava le spoglie dal 1860; questa operazione fu voluta dal regime fascista in un tentativo di «collegare il Risorgimento alla guerra in corso» e recuperarne la memoria storico-culturale.

## Descrizione
Il monumento ossario si presenta come due ambienti circolari ipogei, destinati a ossari, illuminati da calottine centrali in alabastro e sormontati da due calotte in pietra d'Istria levigata, uniti da un corridoio sotterraneo o ambulacro. All'esterno, le rampe alle entrate ai sotterranei sono presidiate da due sentinelle marmoree collocate sulle due calotte del monumento: queste due statue di fanti sono opera di Ercole Drei.
L'ossario contiene le spoglie di circa 3.000 soldati bolognesi e italiani, tra cui i morti durante il ricovero in uno degli ospedali allestiti in città all'epoca della Grande Guerra. Vi sono inoltre ospitate le spoglie di 140 soldati austro-ungarici, morti nei vari campi di prigionia del territorio bolognese.

## Galleria d'immagini

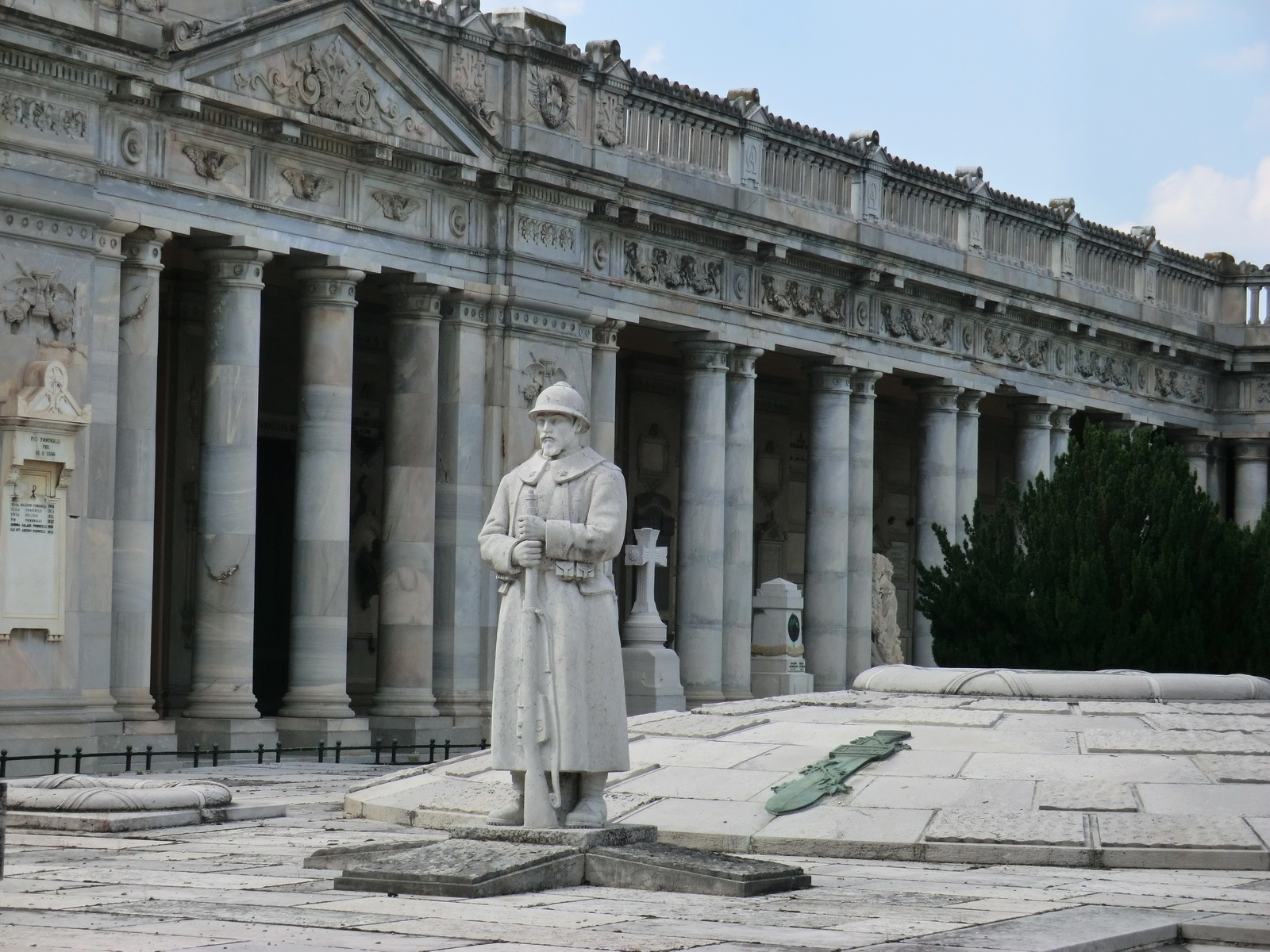
Statua del fante anziano di Ercole Drei
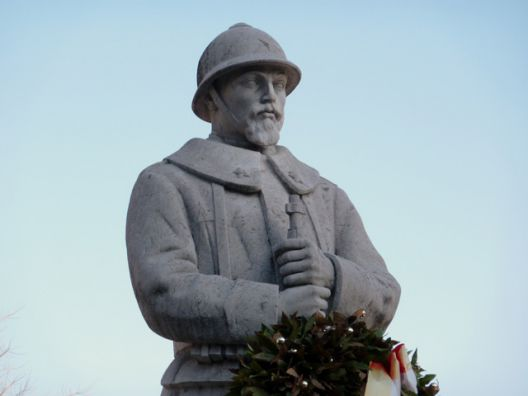
Dettaglio del fante anziano
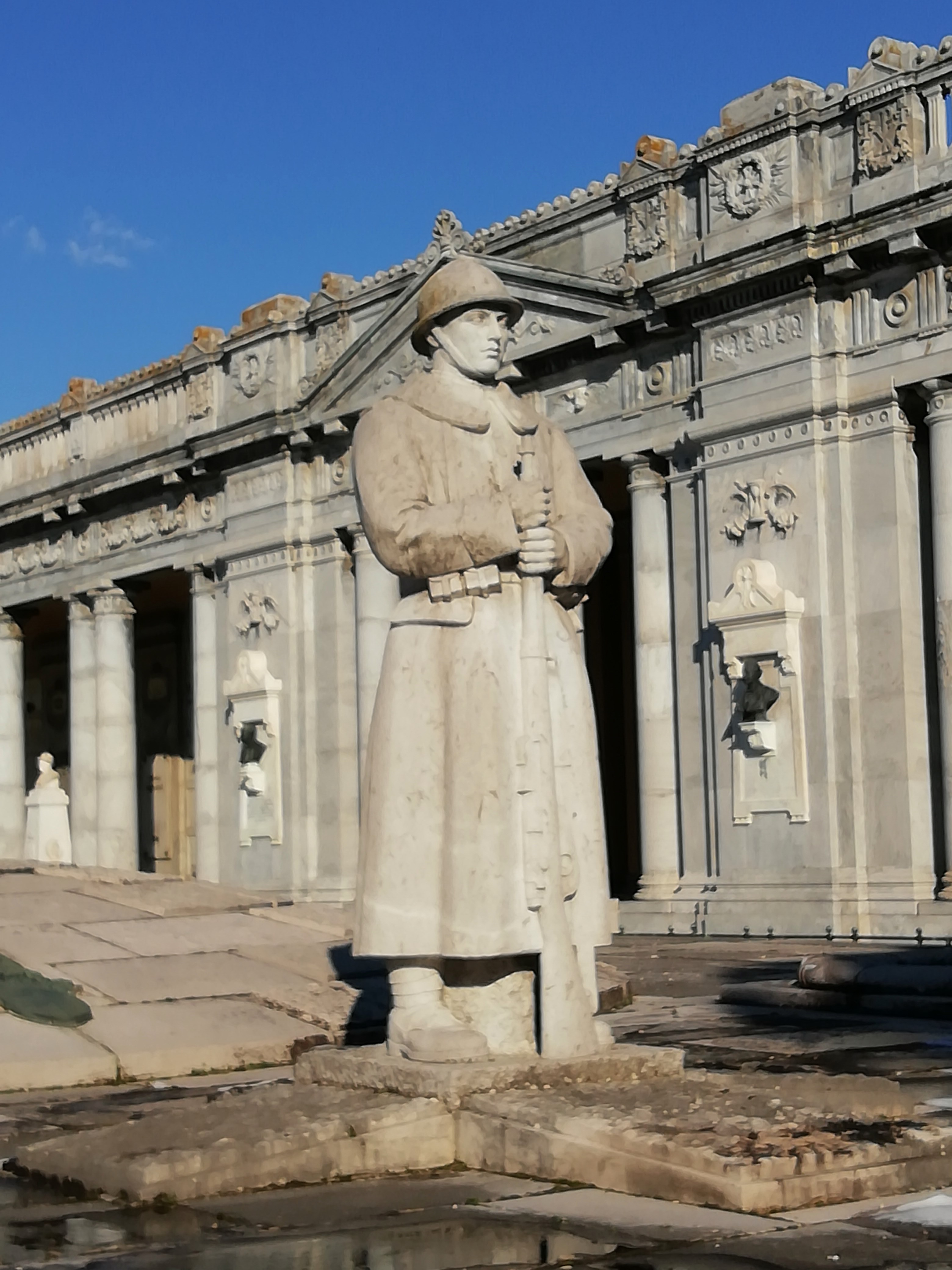
Statua del fante giovane Ercole Drei
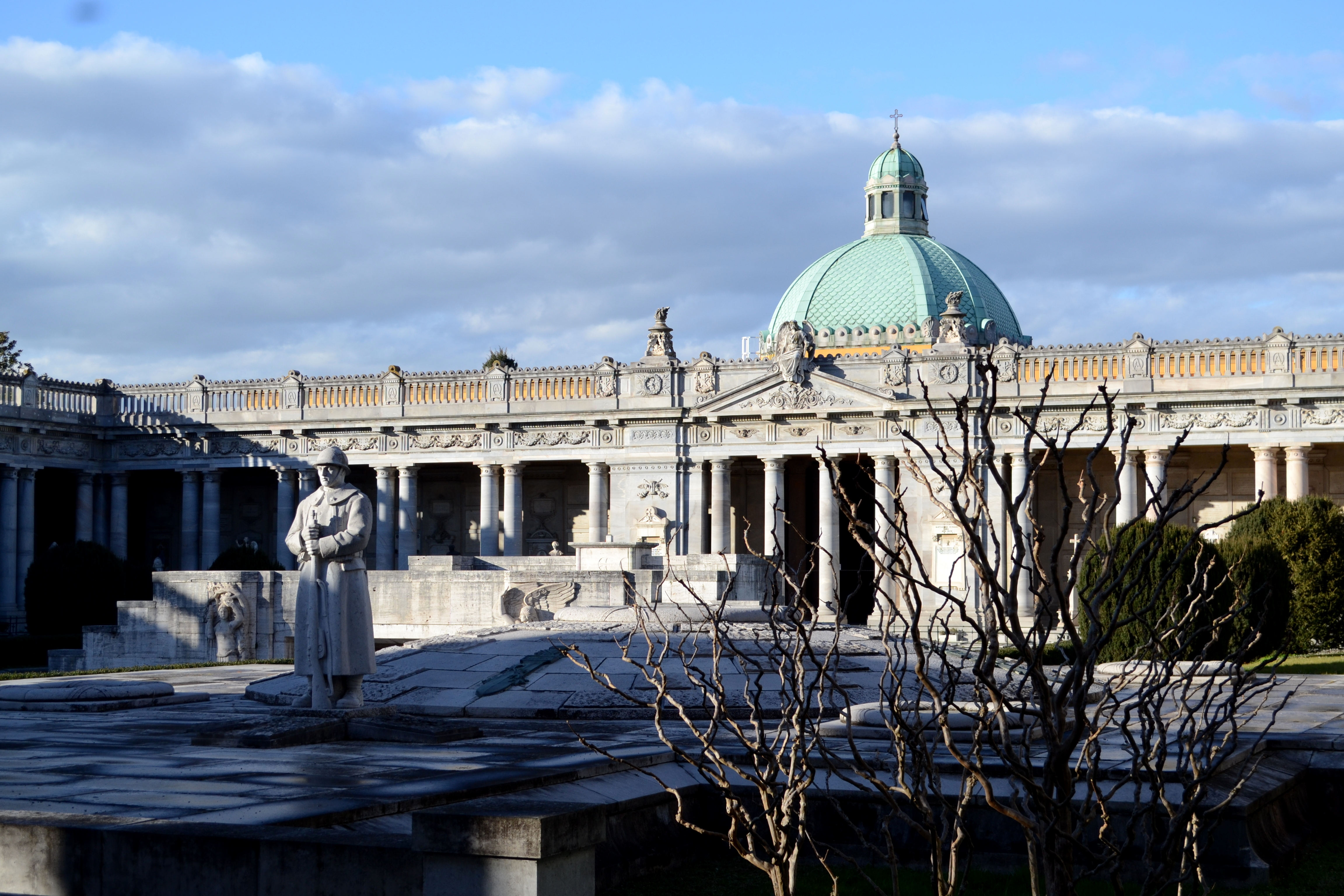
Veduta d'insieme
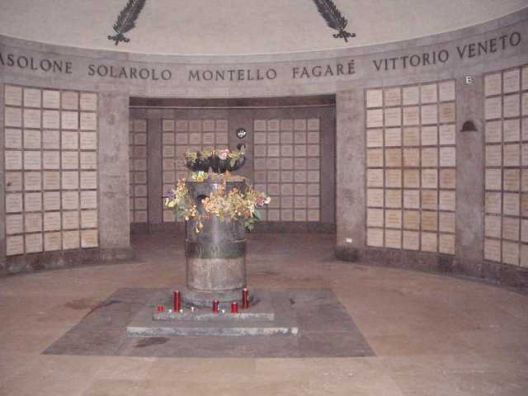
L'interno
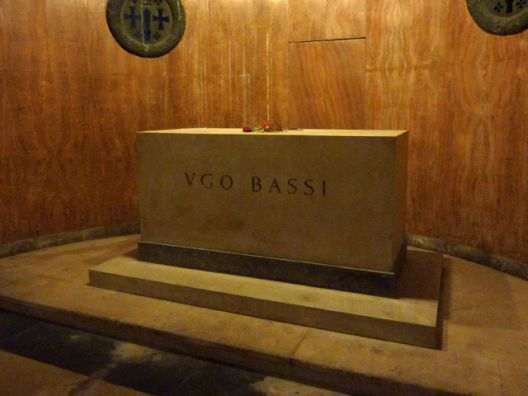
La tomba di Ugo Bassi
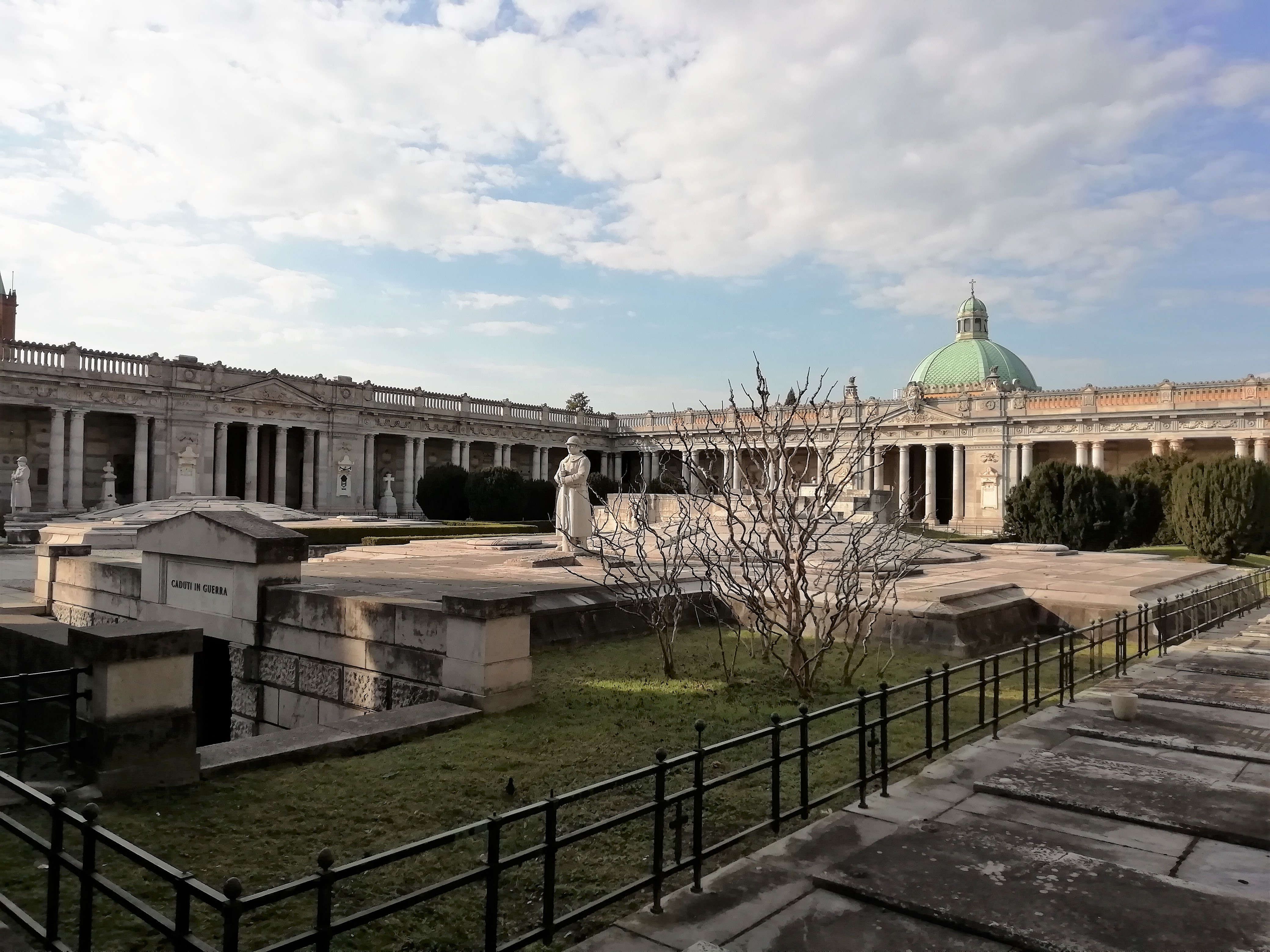
Veduta d'insieme